# Kleine Synagoge (Jarosław)

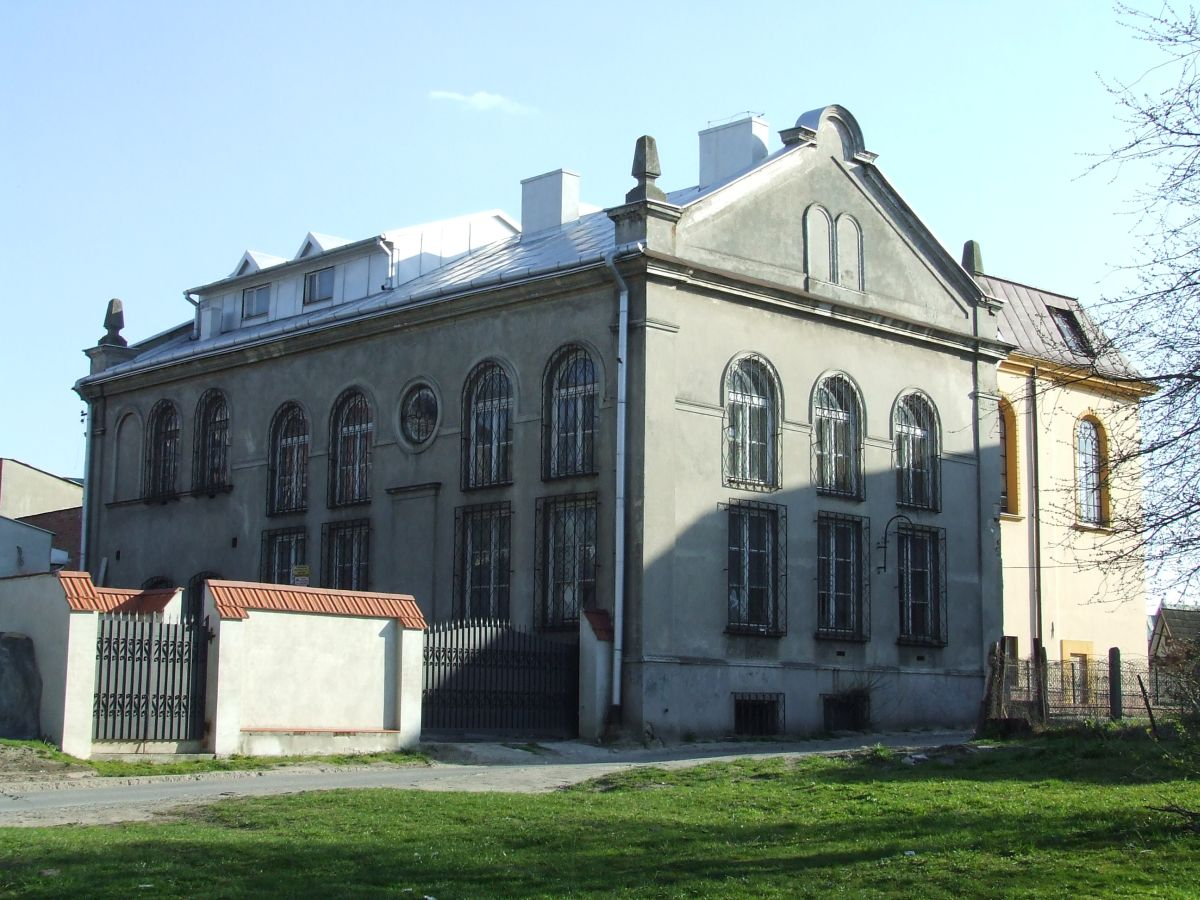
Kleine Synagoge in Jarosław (2013)

Die Kleine Synagoge in Jarosław, einer polnischen Stadt in der Woiwodschaft Karpatenvorland, wurde 1900 erbaut. Während des Zweiten Weltkriegs wurde das Innere der Synagoge von den deutschen Besatzern verwüstet. Die profanierte Synagoge mit der Adresse ulicy Ordynacka 5 ist seit 1993 ein geschütztes Kulturdenkmal.
Das Synagogengebäude steht seit 2001 leer und verfällt.